# Howard Stringer
Howard Stringer (nacido el 19 de febrero de 1942) es un hombre de negocios galés-estadounidense. Se desempeñó como Presidente de la Junta, presidente y CEO de Sony Corporation. Es también el jefe de la junta directiva de la American Film Institute y sirve como director no ejecutivo de la cadena BBC.

## Vida personal
Stringer nació en Cardiff, Gales, hijo de Marjorie Maria Pook, maestra de escuela de Gales, y Harry Stringer, un sargento inglés de la Royal Air Force. En julio de 1978 se casó con Jennifer A. Kinmond Patterson. Juntos tuvieron dos hijos.
Su hermano menor, Rob Stringer, fue presidente de Sony Music Label Group.
Stringer asistió a la Escuela Oundle en Northamptonshire, junto con otros 11 centros de enseñanza secundaria hasta el momento en que tuvo 16 años. Él pasó a recibir una Maestría en Artes de la Universidad de Oxford en Historia Moderna. Fue nombrado caballero por la reina Isabel II el 31 de diciembre de 1999 y ha aparecido en Desert Island Discs en 2013.

## Carrera
Stringer, se trasladó a Estados Unidos en 1965. Después de trabajar en la CBS, en la estación del buque insignia WCBS-TV durante seis meses fue reclutado en el ejército de Estados Unidos, que actúa como un policía militar en Saigón durante diez meses en la guerra de Vietnam. Stringer, regresó a la CBS, donde tuvo una carrera de 30 años. Comenzó en una serie de trabajos humildes, incluyendo contestar teléfonos backstage para The Ed Sullivan Show. Luego se convirtió en un periodista, productor y ejecutivo senior. Se convirtió en ciudadano estadounidense naturalizado en 1985. Se desempeñó como presidente de la CBS desde 1988 hasta 1995, donde fue responsable de todas las actividades de difusión de sus estaciones de entretenimiento, noticias, deportes, radio y televisión.

### Aspectos más destacados de su carrera en la CBS
- Es productor ejecutivo de "CBS Reports" (1976-1981)
- Es productor ejecutivo de "CBS Evening News con Dan Rather" (1981-1984)
- Es presidente de CBS News (1986-1988)
- Es Presidente de CBS, Inc. (1988-1995)

### TELE-TV
Sir Howard Stringer dejó la CBS] en 1995 para establecer TELE-TV , una compañía de medios de comunicación y la tecnología forman estadounidense de telecomunicaciones Bell Atlantic, NYNEX, Pacific Telesis y Creative Artists Agency en febrero de 1995. Se fue dos años más tarde para unirse a Sony.

### Sony
Stringer, comenzó a trabajar en Sony mayo de 1997 como presidente de su unidad operativa de Estados Unidos (Sony Corporation of America). Le hicieron un oficial ejecutivo del grupo Sony en mayo de 1998.
Desde junio de 2005, que había sido presidente y CEO de Sony paso a supervisar la totalidad de los negocios de Sony, incluyendo sus medios de comunicación y las filiales de electrónica como el Sony Computer Entertainment, Sony Music Entertainment, Sony Electronics, Sony Pictures Entertainment y Sony Financial Holdings. El 1 de abril de 2009, fue nombrado presidente de Sony Corporation y derrocó a Ryoji Chubachi en lo que fue visto como el preludio de la más amplia reestructuración de las empresas. Stringer, también sirve como presidente ejecutivo y director general de Sony Corporation of America. Ha sido presidente de Sony Broadband Entertainment Corporation desde marzo de 2000.
Stringer, anteriormente fue jefe de la Sony Corporation of America y fue ascendido a la primera posición de la compañía como la sociedad en general estaba teniendo problemas con las pérdidas y se enfrenta a la creciente competencia de rivales como Samsung, de Sharp, Apple Inc. y Panasonic. Con su experiencia, principalmente en la industria de los medios de comunicación, Stringer fue responsable del negocio de medios de Sony en los EE. UU. por la supervisión de la liberación de la serie de películas del hombre araña, entre otros.
El 1 de febrero de 2012, Sony anunció que Stringer, podría dimitir como presidente y director general, a partir del 1 de abril, para ser sustituido por Kazuo Hirai, Presidente Ejecutivo Adjunto y Presidente de Sony Computer Entertainment. Stringer, renunció a su título de presidente de Sony y fue nombrado presidente de la junta de Sony en junio ('Presidente de Sony "y" Presidente del Consejo de Administración' son posiciones separadas de Sony). En junio de 2013, Stringer, se retiró como Presidente de la Junta de Sony.

## Premios y honores
- Recibió la U.S. Army Commendation Medal por logros meritorios mientras servía en la República de Vietnam.
- Se ganó nueve Emmys entre 1974-1976 como escritor, director y productor.
- En 1996, fue galardonado con el Premio de Liderazgo de la Primera Enmienda por la Televisión Directores de Noticias de Radio y Fundación.
- En 1996, también fue incluido en el Salón de la Fama de Radiodifusión y Cable.
- En mayo de 1999, recibió la UJA-Federation Premio Humanitario Steven J. Ross de Nueva York.
- En noviembre de 1999, fue exaltado al Salón de la Fama de Gales de la Royal Television Society.
- El 31 de diciembre de 1999 recibió el título de Caballero de Licenciatura de Su Majestad la Reina Isabel II.
- En febrero de 2007, el Museo de Televisión y Radio le otorgó su Premio Visionario de Liderazgo Innovador en Medios y Entretenimiento.
- Ha sido honrado por el Lincoln Center, Big Brothers Big Sisters, The New York Hall de la Ciencia y la American Theatre Wing.
- Recibió doctorados Honoris Causa de la Universidad de Glamorgan en Gales y la Universidad de las Artes de Londres.
- En 2000, recibió una beca de honor del Merton College de Oxford .
- En 2001, recibió una beca de honor de la Royal Welsh College of Music and Drama.